# Piero Luigi Vigna

Piero Luigi Vigna durante un processo

Piero Luigi Vigna, talvolta citato anche come Pier Luigi o Pierluigi  (Borgo San Lorenzo, 1º agosto 1933 – Sesto Fiorentino, 28 settembre 2012), è stato un magistrato italiano, Procuratore nazionale antimafia dal 1997 al 2005.

## Biografia
Dopo essere entrato nella magistratura italiana nel 1959, fu prima pretore a Borgo San Lorenzo e Milano, dal 1965, tornato a Firenze, in procura della Repubblica ha svolto le funzioni di sostituto, poi procuratore aggiunto ed infine - dal 1991 - di procuratore capo presso la Procura della Repubblica e presso il tribunale di Firenze. Si è occupato in quegli anni sia di indagini sul terrorismo nero e rosso (suo l'arresto di Barbara Balzerani), che dell'Anonima sequestri sarda, che del caso del Mostro di Firenze, ma anche degli investimenti di Cosa Nostra in Toscana.
Nei primi anni '90 è stato anche docente di codice penale presso la Scuola Marescialli dell'Arma dei Carabinieri di Firenze. Dal 1992 ha svolto anche le funzioni di procuratore distrettuale antimafia, indagando sulle bombe del 1992-1993. Dal 14 gennaio 1997 è Procuratore nazionale antimafia, incarico che lascia nel 2005 per raggiunti limiti d'età. Il suo successore è Pietro Grasso. È stato presidente onorario di Magistratura Indipendente. Nel 2009 ha presieduto la commissione che ha elaborato il Codice antimafia e anticorruzione della Regione siciliana, denominato "Codice Vigna". Dal 2 febbraio 2011 è stato anche Presidente dell'Osservatorio Nazionale Edilizia e Legalità della Fillea Cgil.
È morto il 28 settembre 2012 all'età di 79 anni al Centro Oncologico fiorentino di Sesto Fiorentino a seguito di un tumore..

## Indagini
Ha diretto numerose indagini su:
- Terrorismo di estrema destra e sinistra;
- Sequestri di persona a scopo di estorsione (Anonima Sequestri);
- Omicidi del Mostro di Firenze;
- Traffico - anche internazionale - di sostanze stupefacenti;
- Associazioni per delinquere anche di tipo mafioso;
- Criminalità mafiosa russa;
- Strage del treno rapido 904 Napoli-Milano del 23 dicembre 1984 (per la quale furono condannati esponenti di Cosa nostra);
- Stragi mafiose di Roma, Firenze e Milano del 1993.